# Kupanta-Kurunta
Kupanta-Kurunta est le premier roi connu d’Arzawa, à la fin du XVe siècle av. J.-C. Il était le neveu et le fils adoptif du roi Mašḫuiluwa (de), qui régna sur Mira (de) entre 1315 et 1305 environ, et de son épouse Muwatti (de), fille du roi hittite Suppiluliuma Ier.